# Paul Haghedooren
Paul Haghedooren (* 11. Oktober 1959 in Kortrijk; † 9. November 1997 in Brügge) war ein belgischer Radrennfahrer.
Paul Haghedooren war Profi-Rennfahrer von 1982 bis 1994. Sein größter Erfolg war der Gewinn der belgischen Straßenmeisterschaft 1985. Fünfmal nahm er an der Tour de France teil, seine beste Platzierung war Rang 33, ebenfalls 1985.
Ende der 1980er-Jahre fiel Haghedooren bei mehreren Dopingtests auf, weshalb er Manfred Donike in Köln konsultierte, um seine Unschuld zu beweisen. Es wurde bei ihm in der Tat ein natürlich stark erhöhter Testosteronwert festgestellt.
Drei Jahre nachdem Haghedooren seine Profi-Karriere beendet hatte, erlitt er während eines Kirmesrennens in Belgien einen Herzanfall; die Ärzte konnten jedoch keine organischen Gründe entdecken. Zwei Monate später brach er beim Joggen am Strand von Knokke zusammen und wurde mit dem Hubschrauber ins Krankenhaus nach Brügge gebracht, wo er starb.